# Río Chico de Nono
El Río Chico de Nono, es un cauce natural de agua del Valle de Traslasierra, en la Provincia de Córdoba, Argentina. 

## Curso superior
Se forma en las faldas occidentales de la Sierra de los Comechingones en el extremo sudoeste de la Pampa de Achala. Va recibiendo el cauce de otros arroyos formados en las mismas laderas y desciende abruptamente desde este a oeste, hasta su desembocadura en el Río de los Sauces, el río grande, luego de atravesar la localidad de Nono.
Por la morfología del cauce, con grandes diferencias de altitud entre el nacimiento y la desembocadura, el río es proclive a crecidas repentinas a causa de las lluvias, ocurridas principalmente durante el mes de enero y en épocas estivales, ya que el clima en la región es más seco durante el resto del año.

## Cauce

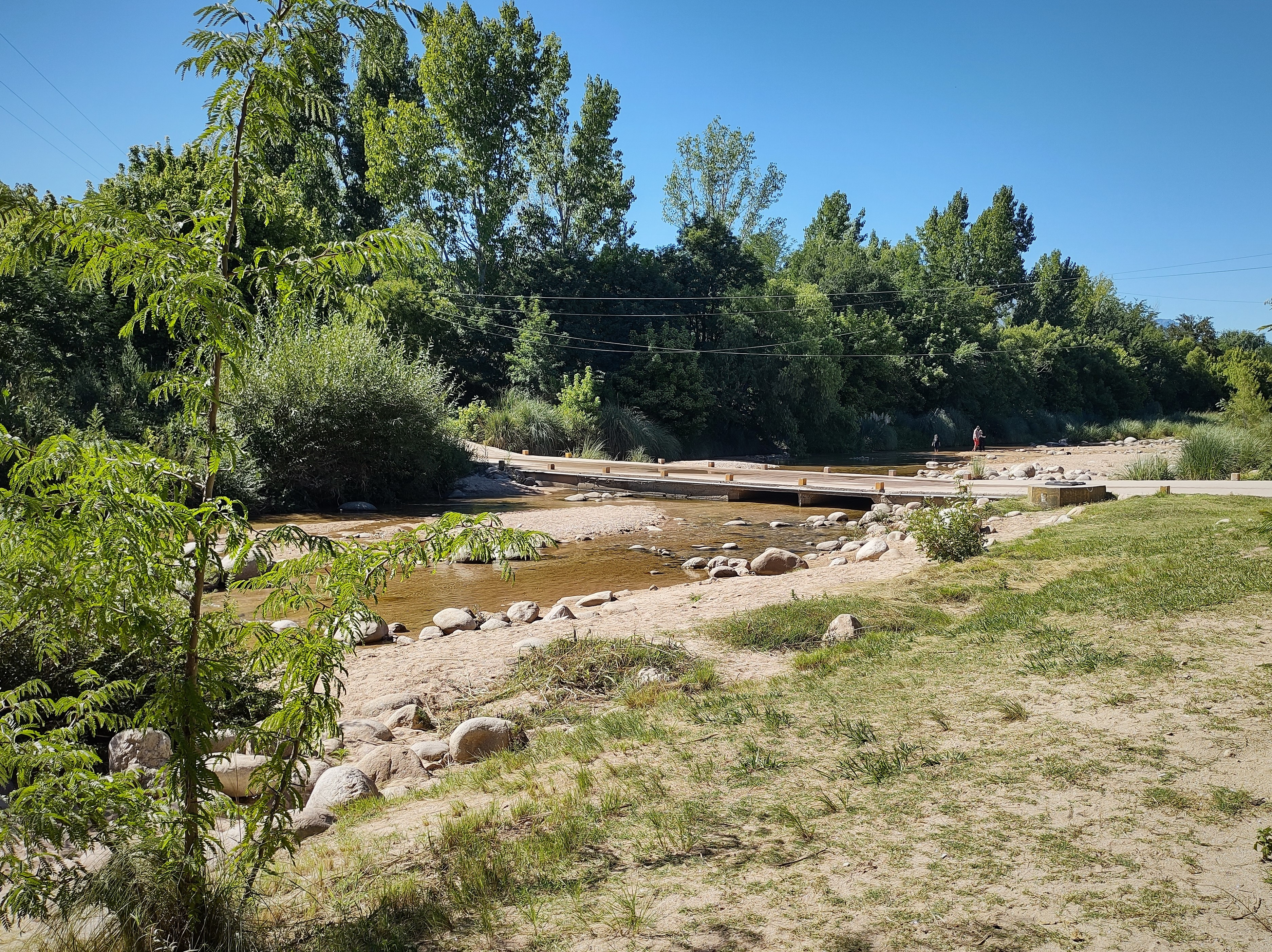
Puente en el Vado Cortaderas

Su suelo es rocoso, principalmente de granito, y el cauce atraviesa fallas, diaclasas y laderas abruptas, sobre todo en la zona de mayor altitud cerca de su nacimiento.
En su recorrido atraviesa los balnearios de Paso de las Tropas, Parador Sisi, Los Remansos y sobre el final a la localidad de Nono.